# Intonacja (językoznawstwo)
Intonacja – w trakcie wypowiadania tekstu nadawanie mu pewnego rodzaju melodii, poprzez zmianę modulacji głosu, w celu wyrażenia emocji lub tylko dla oddania specyficznego charakteru danej wypowiedzi. 
Intonacja umożliwia rozpoznanie zakończenia zdań i fraz, a także pomaga rozróżnić zdania pytające, rozkazujące i oznajmujące. Z formalnego punktu widzenia intonacja jest jedną z dominant segmentacyjnych tekstu. Tzw. porządek intonacyjny dysponuje dwoma intonemami - antykadencyjnym (wznoszącym) i kadencyjnym (opadającym). Na ton modalny mają wpływ emocje. Osoba przygnębiona bądź zdezorientowana zazwyczaj używa niższego tonu. Ekscytacja i radość są natomiast często okazywane przy użyciu wyższego tonu. 

## Intonacja w językach tonalnych
W językach tonalnych istotną rolę odgrywa intonacja poszczególnych samogłosek morfemu – jest ona jedną z cech fonologicznych relewantnych (samogłoski wypowiadane z różną intonacją stanowią realizację różnych fonemów). Najczęściej spotykane rodzaje tonów (sposobów intonowania samogłosek), to:
- ton wznoszący (tzw. antykadencja)
- ton opadający (tzw. kadencja)
- ton opadająco-wznoszący
- ton wznosząco-opadający
- ton neutralny.